# 藤原喜娘
藤原 喜娘（ふじわら の きじょう、生没年不詳）は奈良時代の人物。藤原北家、遣唐大使を務めた藤原清河の娘。

## 生涯
遣唐大使として天平勝宝4年（752年）に入唐した清河と、唐人の女性との間の娘として、唐で生まれた。
父・清河は天平勝宝5年（753年）に日本への帰国の途に就くが、逆風に遭い唐南方の驩州（現在のベトナム北部）に漂着、天平宝字3年（759年）には日本から清河の帰国のために高元度を大使とする迎入唐使が来唐したが、行路の危険を理由に清河の帰国は唐が許可しなかった。同時期の唐国内の混乱、いわゆる安史の乱の影響であるとする説もある。清河の帰国は許されなかったが、高元度は唐の使節沈惟岳と共に帰国している。
宝亀8年（777年）に小野石根を大使代行とする遣唐使が出発するが、遣唐使が長安に入京した宝亀9年（778年）に清河は死去してしまう。同年、喜娘は、この時の遣唐使に同行し、大使代行・小野石根、唐使・趙宝英、判官・大伴継人とともに第1船に乗り、日本を目指した。しかし、途中で風難に遭い、石根・趙宝英らは遭難した。喜娘は継人らとともに舳に乗り、肥前国天草郡の西仲嶋（現在の鹿児島県出水郡長島町）に漂流、ようやく来日を果たした。その後の消息は不明である。